# Дарбінян Левон Хнкяносович
Левон Хнкяносович Дарбінян (нар. 29 травня 1905 — 28 грудня 1943) — радянський офіцер, Герой Радянського Союзу (1944, посмертно), у роки німецько-радянської війни командир 69-ї механізованої бригади 9-го механізованого корпусу 3-ї гвардійської танкової армії 1-го Українського фронту, полковник.

## Біографія
Народився 29 травня 1905 року в селищі Аластан (нині Ахалкалакський муніципалітет Грузії). Вірменин. У 1916 році закінчив три класи сільської школи.
У 1921–1924 роках працював у міліції.
У жовтні 1924 року призваний до лав Червоної Армії. У 1927 році закінчив Вірменську об'єднану військову школу, у 1928 році — Закавказьку піхотну школу в Тбілісі, в 1934 році — курси «Постріл». Член ВКП(б) з 1928 року.
Учасник німецько-радянської війни з червня 1941 року. Воював у складі військ Центрального і Північно-Західного фронту як командир полку та заступник командира дивізії. Був п'ять разів поранений.
25 грудня 1943 року 69-та механізована бригада під командуванням полковника Л. Х. Дарбіняна вела бої на підступах до міста Коростишева Житомирської області, форсувала річку Тетерів і раптово атакувала противника. Умілі дії комбрига допомогли бригаді з малими втратами оволодіти містом Коростишевом. У цьому бою Л. Х. Дарбінян був важко поранений і 28 грудня 1943 року помер від отриманих поранень.
Похований у парку міста Коростишева.

## Нагороди, пам'ять
Указом Президії Верховної Ради СРСР від 10 січня 1944 року за мужність, героїзм і відвагу, вміле керівництво бойовими діями полковнику Дарбіняну Левону Хнгяносовичу присвоєно звання Героя Радянського Союзу (посмертно).
Нагороджений орденами Леніна, Червоного Прапора, Вітчизняної війни 1-го ступеня, двома орденами Червоної Зірки.
У місті Коростишеві Житомирської області:
- на Алеї Героїв встановлено погруддя;
- його іменем названа вулиця;
- Постановою Ради Міністрів УРСР № 240 від 20 квітня 1967 року середній школі № 2 присвоєне його ім'я.